# Вино в Стародавньому Римі

Розширення території Римської імперії

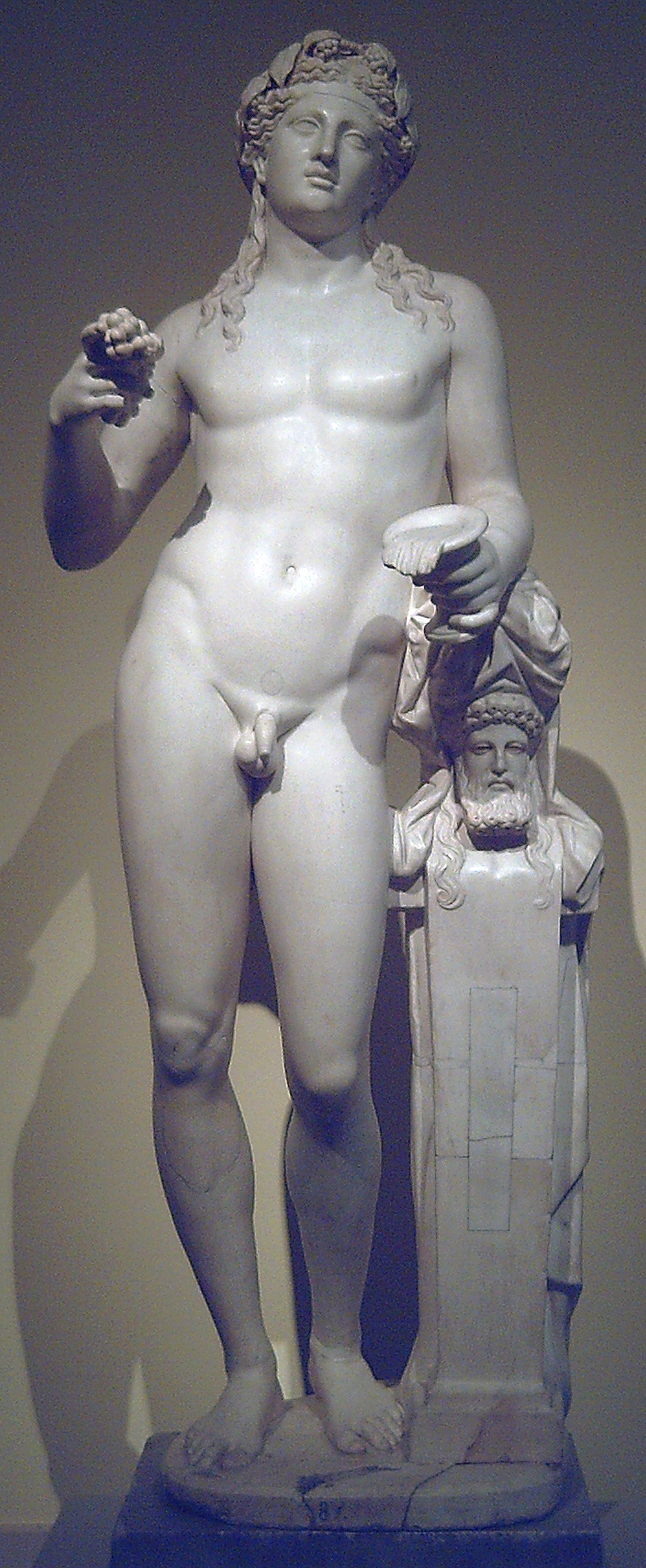
Давньоримська статуя Діоніса (також відомого як Вакх), бога вина (бл. 150 р. н.е., Прадо, Мадрид).

Стародавній Рим зіграв ключову роль в історії вина. Найранішні впливи на виноградарство італійського півострова можна віднести до стародавніх греків та етрусків. Піднесення Римської імперії ознаменувався як технічним прогресом, і зростаючим усвідомленням виноробства, яке поширилося на  всі частини імперії. Рим вплинув на історію найбільших виноробних регіонів Франції, Німеччини, Італії, Португалії та Іспанії.
Римська віра в те, що вино є повсякденною потребою, робила напій «демократичним» і повсюдним; у різних формах вона була доступна рабам, селянам і аристократам, чоловікам і жінкам. Щоб забезпечити постійне постачання вина римським солдатам і колоністам, виноградарство та виробництво вина поширилися на всі частини імперії. Економічні можливості, які відкривала торгівля вином, спонукали купців вести справи з племенами Галлії та Германії, приносячи римський вплив у ці регіони ще до прибуття римських військових. Свідчення цієї торгівлі та далекосяжного древнього винного господарства найчастіше знаходять у амфорах — керамічних глечиках, що використовуються для перевезення вина.
Роботи римських письменників — насамперед Катона, Колумели, Горація, Катулла, Паладія, Плінія, Варрона та Вергілія — пролили світло на роль вина в римській культурі, а також на сучасне розуміння виноробства та виноградарства.  Багато методів і принципів, вперше розроблені в давньоримські часи, можна знайти в сучасному виноробстві.

## Рання історія

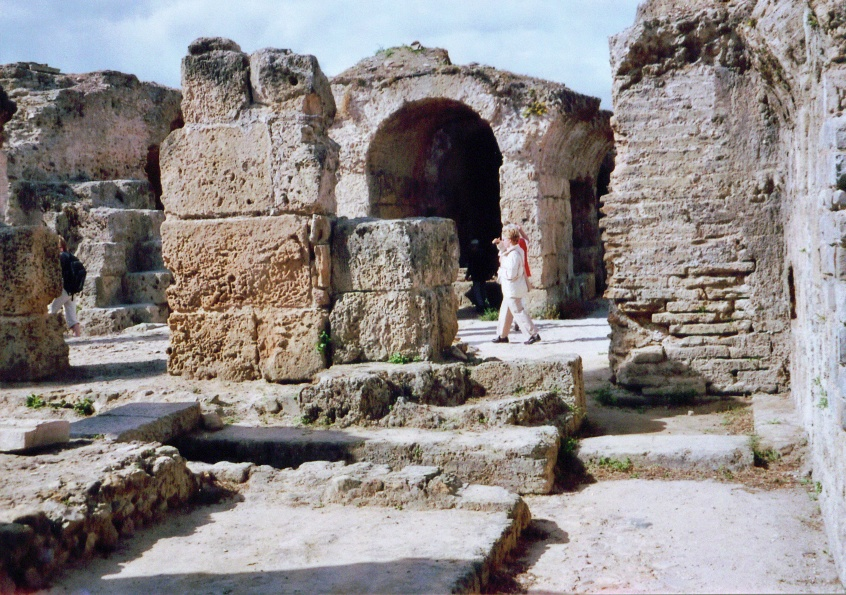
Руїни Карфагена. Коли місто було зруйновано, одним з небагатьох предметів, які врятували римляни, були сільськогосподарські роботи Маго.

Хоча дикі виноградні лози росли на італійському півострові з доісторичних часів, історики не можуть точно визначити, коли вперше виникло домашнє виноградарство та виноробство. Можливо, що на мікенських греків був певний вплив через ранні поселення на півдні Італії, але ранні зареєстровані свідчення грецького впливу датуються 800 роком до нашої ери. Виноградарство широко вкоренилося в етруській цивілізації, яка була зосереджена навколо сучасного виноробного регіону Тоскана.
Оскільки стародавні греки вважали вино основним продуктом домашнього життя та життєздатним товаром для економічної торгівлі, їх поселення заохочували садити виноградники для місцевого використання та торгівлі з грецькими містами-державами. 
Велика кількість місцевих вин Південної Італії надала ідеальну можливість для винної продукції, що дало початок грецькій назві регіону: Енотрія («земля виноградних лоз»). Південні грецькі колонії, мабуть, також принесли із собою власні методи пресування вина та вплинули на італійські методи виробництва.
У міру того як Рим перетворився із зборів поселень на королівство, а потім у республіку, культура римського виноробства все більше перебувала під впливом виноробних навичок та технологій регіонів, які були завойовані та інтегровані до Римської імперії, яка колись була майже повністю сухою. Грецькі поселення Півдні Італії були повністю під контролем римлян до 270 р. до зв. е.. Етруски, які вже проклали торгові шляхи в Галію, були повністю завойовані до I століття до н.е.
Особливо помітний вплив на римське виноградарство мали Пунічні війни з Карфагеном. Окрім розширення культурного кругозору римського громадянства, карфагеняни також познайомили їх із основними методами виноробства, зокрема з роботою Маго. Коли бібліотеки Карфагена були розграбовані та спалені, серед небагатьох карфагенських праць, що вціліли, були 26 томів трактату Маго про землеробство, який згодом був перекладений латинською та грецькою мовами в 146 році до нашої ери. Хоча його творчість не дійшла до сучасної епохи, вона широко цитується у впливових працях римлян Плінія, Колумелли, Варрона та Гаргілія Марціаліса.

### Золотий вік
Незважаючи на велику історію Римського виноробства, Грецьке вино було найціннішим. Водночас, римське вино коштувало менше. У II столітті до н. е. розпочався «золотий вік» римського виноробства та розвиток виноградників Гран Крю (тип ранніх першоростів у Римі). Знаменитий вінтаж 121 року до нашої ери став відомий як Опімівський вінтаж, названий на честь консула Луція Опімія. Завдяки багатим урожаєм і надзвичайно високою якістю вина, деякі з найкращих зразків марочних сортів стали насолоджуватися понад століття по тому.
На цьому етапі історії імперії було підраховано, що Рим споживав понад 180 мільйонів літрів (47 мільйонів галонів США) вина на рік, приблизно по пляшці вина щодня на кожного громадянина.

### Помпеї

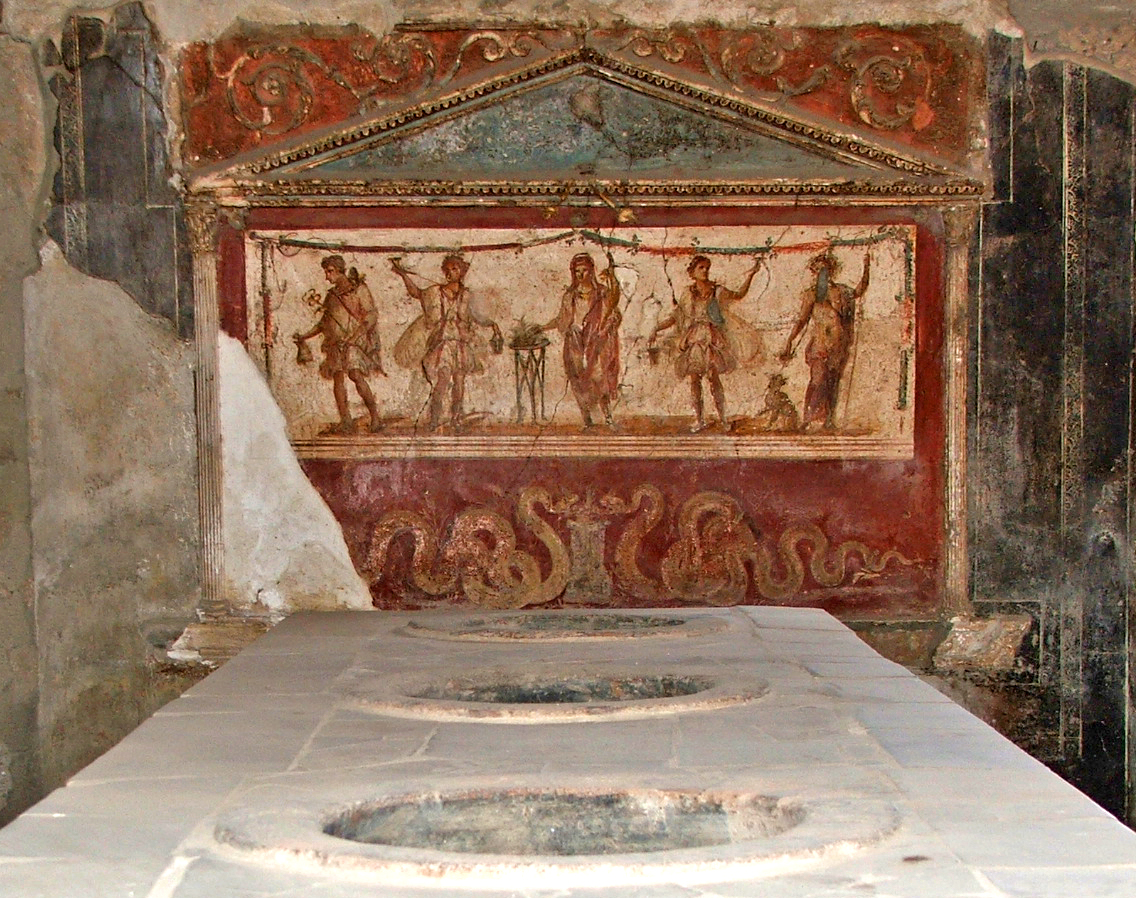
Фреска із зображенням Меркурія (бога торгівлі) і Вакха - Діоніса (бога вина) у Помпеях, у закусочній (термополіумі), яка обслуговувала місто до його знищення.

Одним з найважливіших виноробних центрів римського світу було місто Помпеї, яке було розташоване на південь від Неаполя, в Кампанії. Цей район був домом для величезного простору виноградників. 
Самі помпейці здобули славу  за свою здатність пити вино. Поширене поклоніння Вакху (Діонісу), богу вина, залишило зображення бога на фресках та археологічних фрагментах по всьому регіону. Амфори з емблемами помпейських купців були знайдені на руїнах Римської імперії, в містах, такі як Бордо, Нарбонна, Тулуза та навіть Іспанія. Докази у вигляді підроблених штампів на амфорах не помпейського вина свідчать про те, що його популярність  могла стати причиною раннього шахрайства з вином.
Виверження Везувію в 79 році нашої ери мало руйнівний вплив на римську виноробну промисловість. Склади, де зберігалися урожаї, в 78 році нашої ери, були знищені, що призвело до катастрофічного дефіциту вина. Пошкодження торгового порту перешкоджало потрапляння партій вина до околиць Риму, посилюючи його дефіцит. Доступне вино різко зросло в ціні, що зробило його недоступним для всіх, крім найзаможніших. Винний голод змусив римлян, що запанікували, поспішно висаджувати виноградники в районах поблизу Риму до такої міри, щоб зернові поля були викорінені для насадження нових виноградників
Подальший надлишок вина, створений успішними зусиллями по подоланню дефіциту вина, спричинив економічну катастрофу, що зашкодило торговцям вина. Викорчовування зернових полів спричинило нестачу їжі для всього римського населення. У 92 році нашої ери римський імператор Доміціан видав едикт, який не тільки заборонив нові насадження виноградникив в Римі, але й наказав викорчувати половину виноградників у римських провінціях.

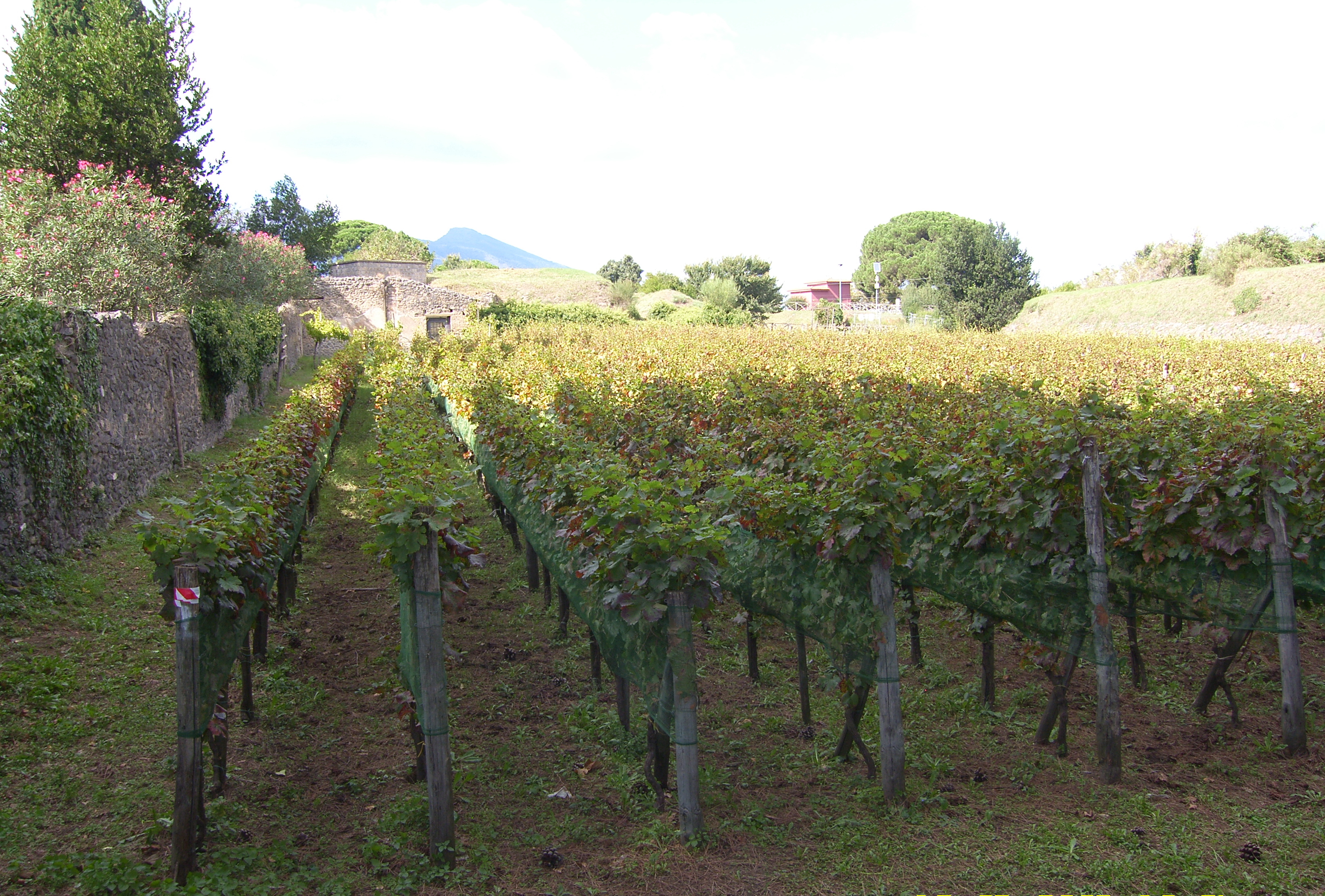
Виноградник Foro Boario у Помпеях, знову засаджений, як був під час виверження, з невеликим винним пресом у задній частині.

## Розширення виноградарства
За час довготривалої історії Стародавньої Римської імперії, вибудувались основи виноградарства, які були закладені римлянами на землях, та стали всесвітньо відомими виноробними регіонами. Разом з  торгівліею та військовими походами,  римляни принесли з собою любов  до вина і поштовх до висаджування лози. Торгівля була першою і найдалекосяжною рукою їхнього впливу, і римські виноторговці прагнули торгувати як з ворогами, так і з союзниками — від карфагенян і народів південної Іспанії до кельтських племен у Галлії та германських племен на Рейні та Дунаї.
Під час галльських воєн, коли Юлій Цезар привів свої війська до Кабільони в 59 році до нашої ери, він знайшов двох римських торговців вином, які вже торгували з місцевими племенами. У таких місцях, як Бордо, Майнц, Трір і Колчестер, де були створені римські гарнізони, висаджували виноградники, щоб забезпечити місцеві потреби та обмежити витрати на міжміську торгівлю. Римські поселення були та заселені солдатами, які володіли знаннями римського виноградарства. На новій батьківщині були висаджені виноградники.
Хоча можливо, що римляни імпортували виноград з Італії та Греції, є достатні докази того, що вони культивували місцеві лози, які можуть бути предками винограду, вирощеного в цих провінціях сьогодні.
Італійський півострів був відомий своїми високоякісними винами, видатними зразками яких були вина Помпеї. Оскільки республіка переросла в імперію за межами півострова, торгівля винами та ринкова економіка збільшувала це зростання. Торгівля вином в Італії полягала у продажі Римського віна за кордоном поселенням і провінціям навколо Середземного моря, але до кінця I століття нашої ери його експорт мав конкуренцію з боку провінцій, які самі експортували до Риму. Римська ринкова економіка стимулювала експорт провінцій, збільшуючи попит і пропозицію. Підвищена пропозиція вина означала зниження цін для споживачів. Через економіку попиту та пропозиції громадяни мали достатній запас монет, що свідчить про існування складної ринкової економіки, що оточувала торгівлю вином у Римській імперії. Достатня грошова пропозиція означала, що громадяни дуже багато думали про ринкову економіку вина.

### Іспанія

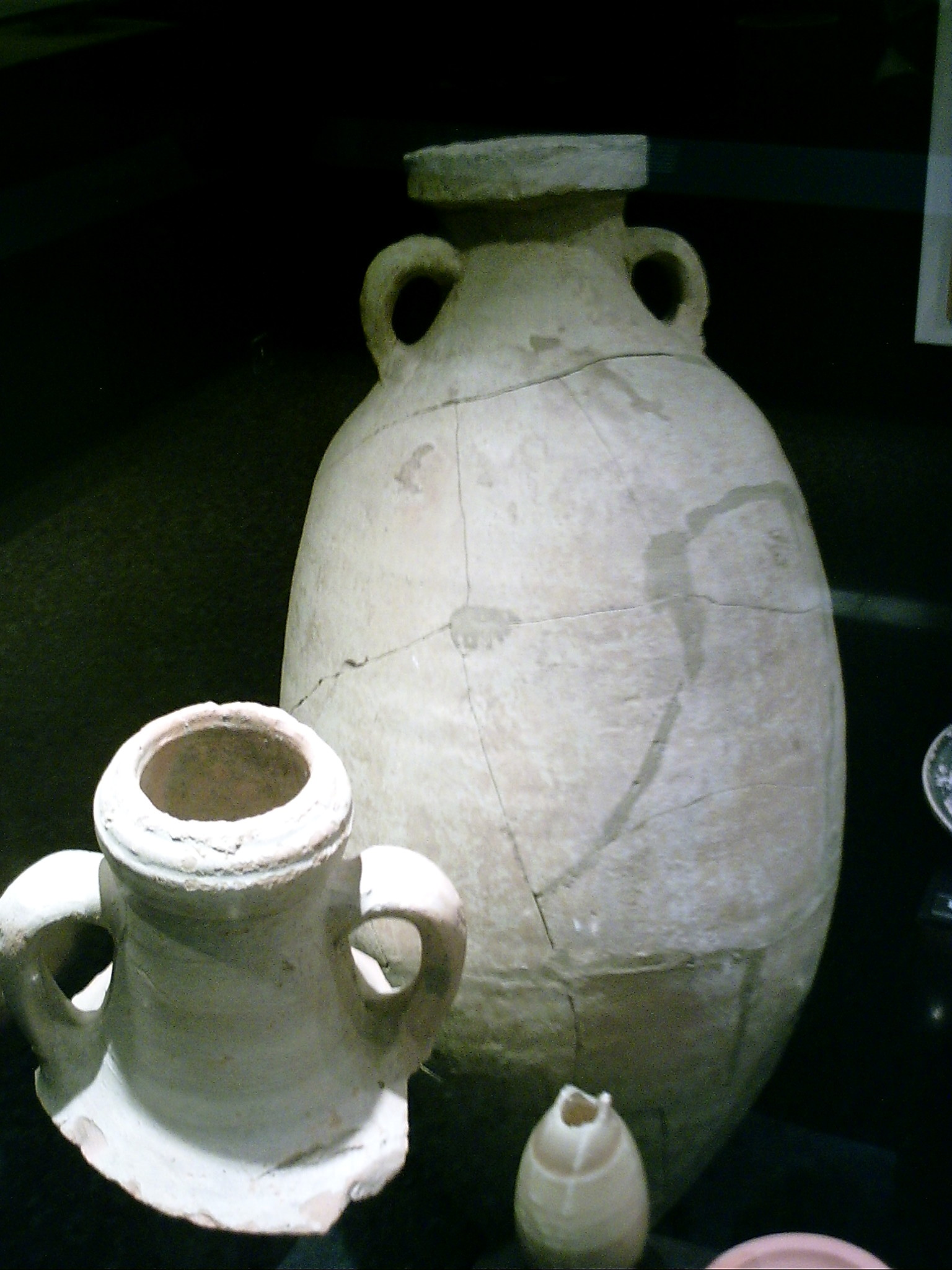
Римські амфори, знайдені в Каталонії.

Поразка Римом Карфагена в Пунічних війнах поставила під свій контроль південні та прибережні території Іспанії, але повне завоювання Піренейського півострова залишалося незавершеним до правління Цезаря Августа. Римська колонізація призвела до розвитку Терракони у північних регіонах Іспанії (включаючи те, що зараз є сучасними виноробними регіонами Каталонії, Ріоха, Рібера-дель-Дуеро та Галісія ) та Hispania Baetica (до якої входить сучасна Андалусія ) Монтілла-Морілес. область Кордова і херес, виноробний регіон Кадіс.
У той час як карфагеняни та фінікійці були першими, хто запровадив виноградарство в Іспанії, впливова виноробна технологія Риму та розвиток мереж доріг принесли регіону нові економічні можливості, піднявши виноград із приватної сільськогосподарської культури до  життєздатного комерційного підприємства. Іспанське вино було в Бордо до того, як регіон виробляв своє. Французький історик Роже Діон припустив, що лоза баліска (поширена в північних провінціях Іспанії, зокрема Ріоха ) була привезена з Ріохи, щоб посадити перші римські виноградники Бордо.
У Римі часто торгували іспанськими винами. Поет Марк Валерій Марціал описав високо ціноване  вино, відоме як ceretanum з Сере (сучасної Херес - де - ла - Фронтера). Історик вина Х'ю Джонсон вважає, що це вино було раннім предком хересу.  Іспанські вина проникли в Римську імперію ширше, ніж італійські вина, а амфори з Іспанії були виявлені в Аквітанії, Бретані, долині Луари, Нормандії, Великій Британії та на німецькому кордоні. Історик Страбон у своїй праці Geographica зазначав, що виноградники Бетіки славилися своєю красою. 

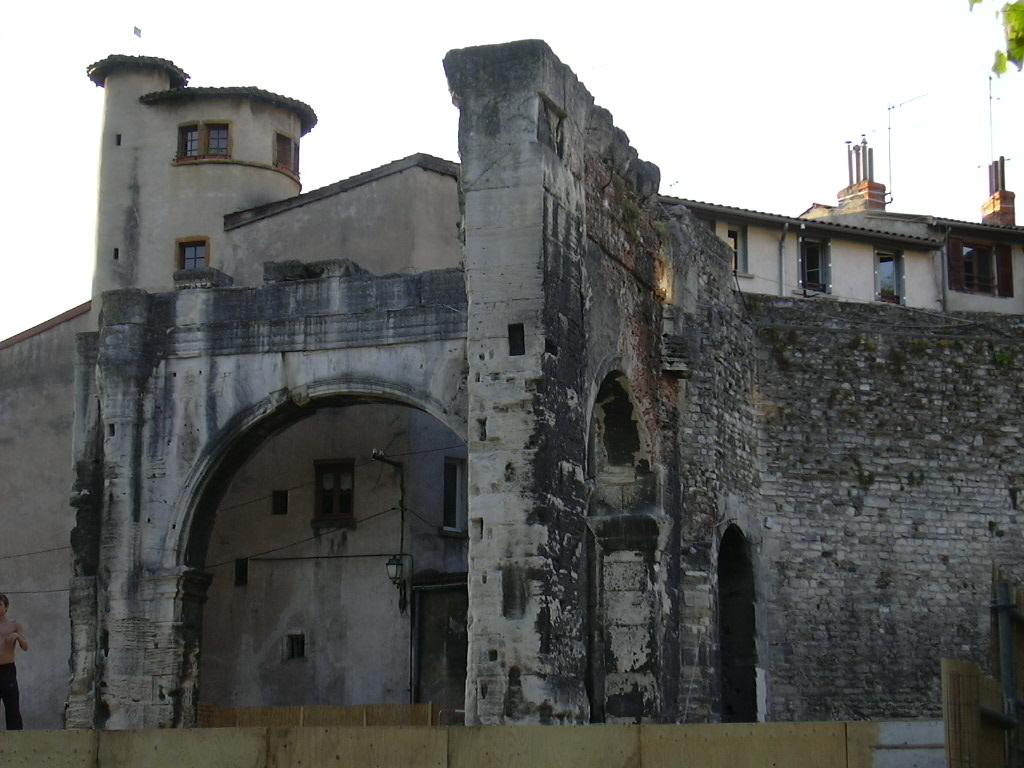
Римські руїни у Відні. Перше французьке вино, яке отримало міжнародне визнання, було вироблено в цьому районі поблизу сучасного виноробного регіону Кот-Роті.

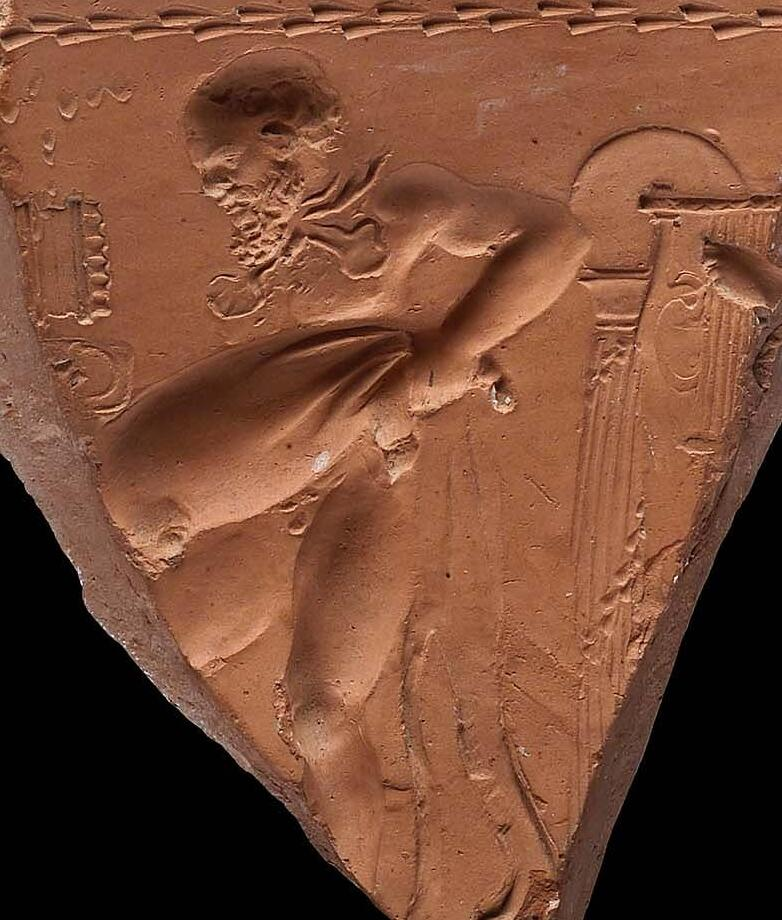
Частина бородатого сатиру, що випорожнює бурдюк, арретинський посуд, римляни, серпневий період 31 р. до н.е. - 14 р. н.е.

### Британія

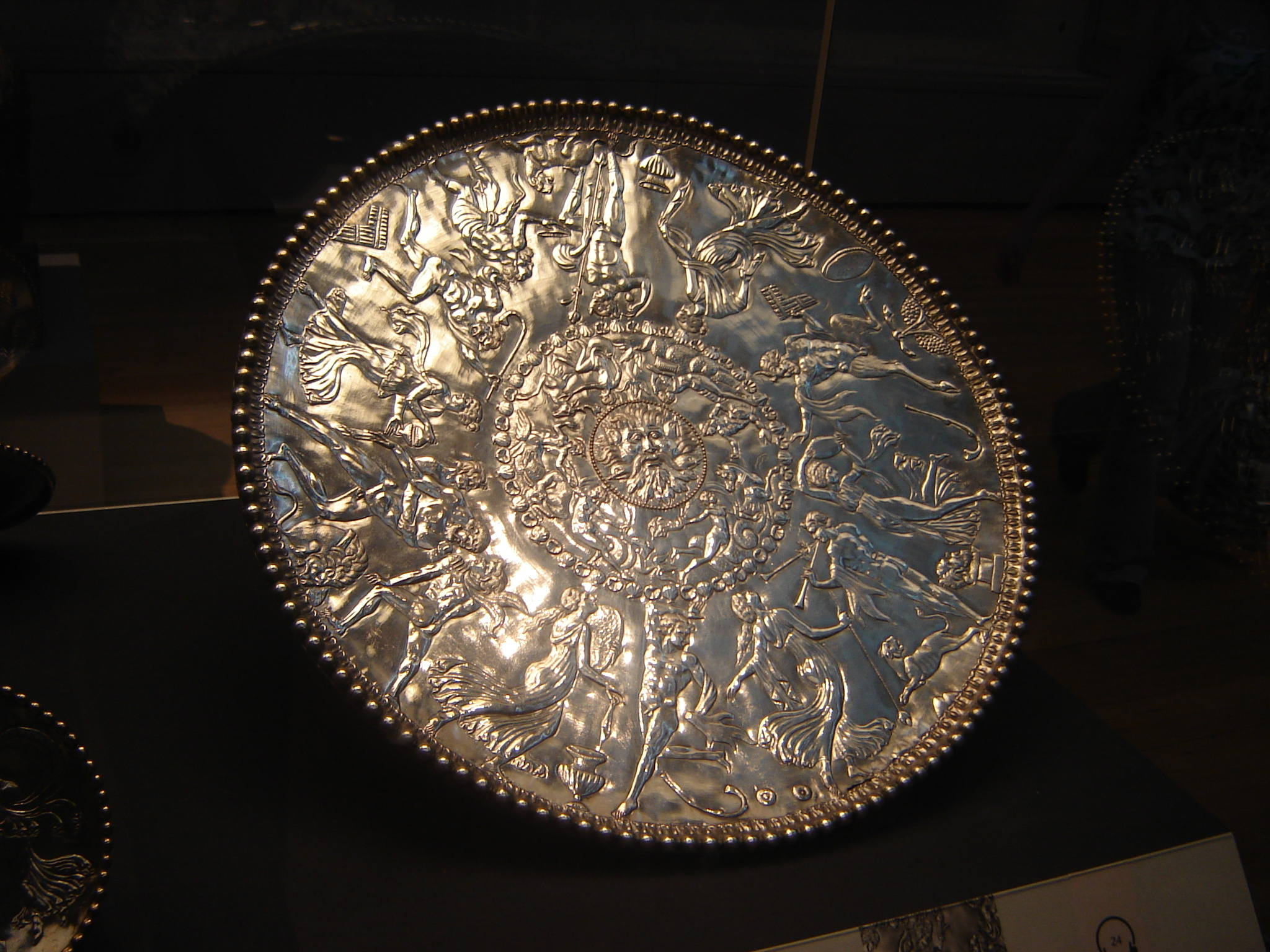
Срібний сервірувальний піднос із зображенням Вакха, знайдено в Мілденхоллі.

Вплив Риму на Британію щодо вина не стільки виноградарський, скільки культурний. Протягом сучасної історії британці відігравали ключову роль у формуванні світу вина та визначення його глобальних ринків. Хоча докази лози V. vinifera на Британських островах датуються епохою Хокснія, коли клімат був набагато теплішим, ніж сьогодні, інтерес британців до виробництва вина значно зріс після завоювання Британії римлянами в I столітті нашої ери.

### Колумелла

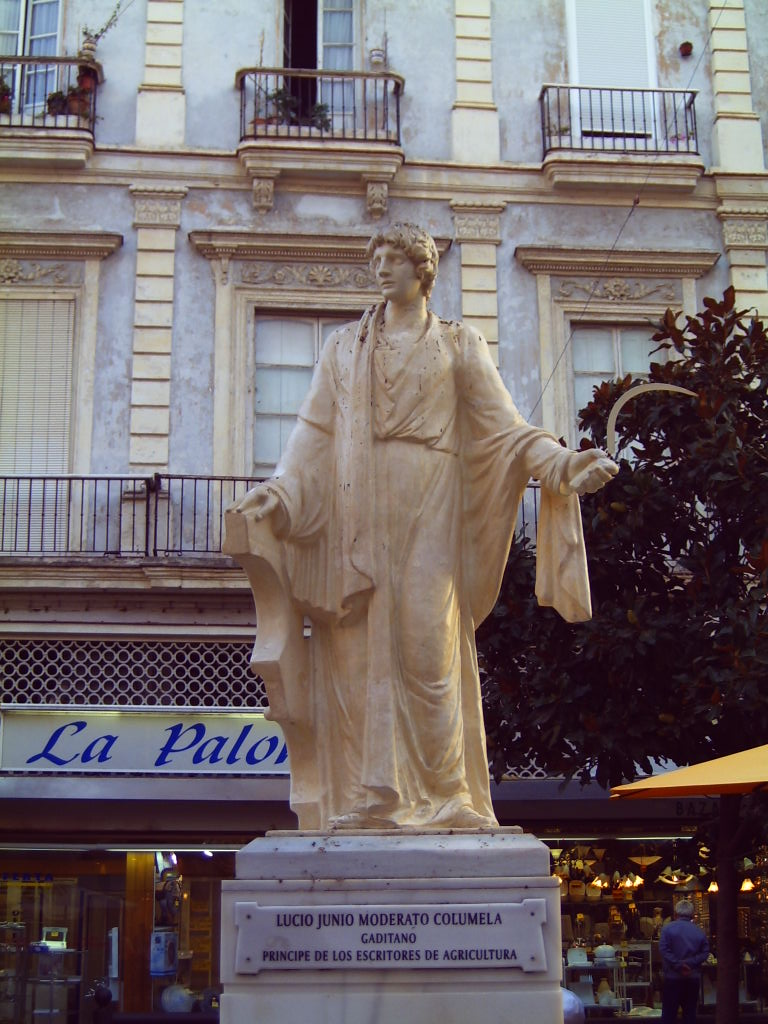
Статуя Колумелли на його рідній землі в Кадісі.

Колумелла був письменником I століття нашої ери, чий 12-томник De Re Rustica вважається одним з найважливіших праць про римське сільське господарство. Одинадцять томів, написаних прозою, доповнено 10-м томом, книгою про сади у гекзаметрових віршах. У 3 і 4 томах розглядаються технічні аспекти римського виноградарства, включаючи поради щодо того, які типи ґрунтів дають найкраще вино, а том 12 стосується різних аспектів виноробства.

### Пліній Старший

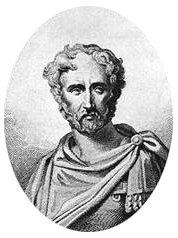
Пліній Старший.

Пліній Старший був природознавцем I століття нашої ери та автором 37-томної римської енциклопедії Naturalis Historia (Природна історія), присвяченої імператору Титу. Опублікована після смерті Плінія поблизу Помпеї після виверження Везувію, робота охоплює широкий спектр тем, включаючи серйозні розмови про виноградарство та вино.
Пліній також є джерелом однієї з найвідоміших латинських цитат про вино: «In vino veritas», або «У вині є правда», посилаючись на часто конфесійну балакучість п'яних.

### Інші письменники

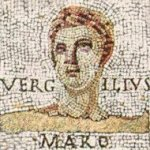
Вергілій.

Поезія Вергілія нагадує поезію грецького поета Гесіода у своїй зосередженні на моралі та чесноті виноградарства, зокрема на суворості, чесності та важкій праці римських землеробів. Друга книга дидактичної поеми «Георгіки» присвячена питанням виноградарства. Вергілій радить залишити трохи винограду на лозі до кінця листопада, коли вони стануть «твердими від морозу ».

## Римське виноробство

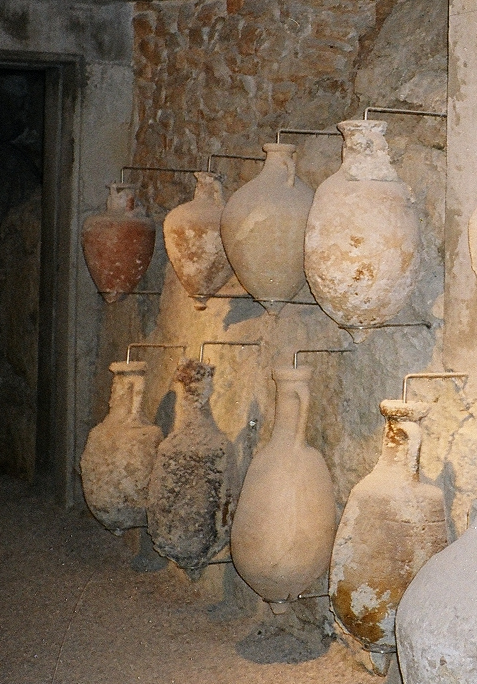
Після бродіння римське вино зберігали в амфорах для подачі або подальшої витримки.

Процес виготовлення вина в Стародавньому Римі починався відразу після збору врожаю з топтанням по винограду. Завдяки цій техніці, сік був найціннішим і зберігався окремо від того, який був отриманий завдяки техніці пресування винограду. Вважалося, що цей сік вільного виробництва також має найкорисніші лікувальні властивості.

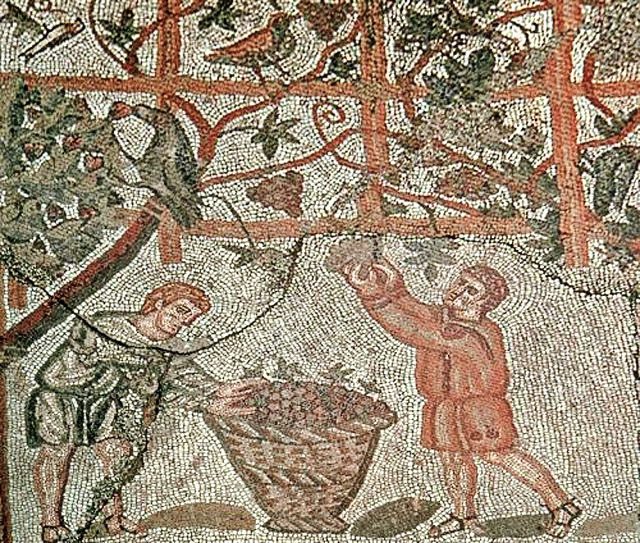
Мозаїка із зображенням вінтажу
(з Черчелла, сучасний Алжир, Римська Африка)

### Сорти винограду
Твори Вергілія, Плінія та Колумелли пропонують найдетальнішу інформацію про сорти винограду, які використовувалися у виробництві вина в Римській імперії, хоча багато з цих творів  були втрачені з часом. В працях Вергілія можна помітити, що він не розрізняв назву вина та сорт винограду. Часто згадував про сорт винограду Амін, який Пліній і Колумелла вважали найкращим в імперії. Пліній він стверджував, що лише Демокріт знав про всі існуючі сорти винограду, і намагався авторитетно говорити про виноград, який, на його думку, був єдиним, заслуговує на увагу.

### Релігія і свята
Вино відігравало важливу роль у давньоримській релігії та римських поховальних практиках і було улюбленим напоєм для більшості божеств.
Слід було вважати що вино винайшов Вакх або Діоніс.
Звичайні, повсякденні, змішані вина перебували під захистом Венери, але вважалися забороненими для офіційного принесення в жертви божествам Римської держави. Зразок чистого, нерозбавленого міцного вина першого віджиму були принесені Ліберу/Бакху в подяку за його допомогу у його виготовленні.
Решта, зазвичай була зарезервована для римських людей і римських богів, зокрема Юпітера, царя богів. Однак це був також суттєвий елемент таємного, нічного та виключно жіночого фестивалю Bona Dea, під час якого його вільно споживали, але називати його можна було лише евфемістично, як «молоко» чи «мед».

### Вакхічний культ

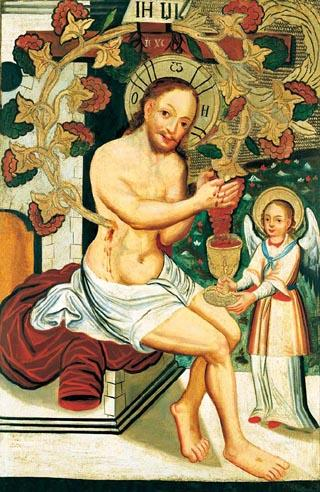
Використання вина в християнському таїнстві Євхаристії має схожість з язичницькими обрядами, присвяченими Вакху.

Вакханалії були приватними римськими таємничими культами Вакха (Діоніса), греко-римського бога вина, свободи, сп'яніння та екстазу. Вони були засновані на грецьких Діонісіях і діонісійських містеріях і, ймовірно, прибули до Риму бл. 200 р. до н.е. з грецьких колоній у південній Італії та Етрурії, північного сусіда Риму. Спочатку вони були  лише для жінок, але стали все більш популярними та частими, і були відкриті для священиків та посвячених обох статей та всіх класів; вони, можливо, ненадовго витіснили існуючий публічний культ Liber. Культ ініціює використання музики, танців і великої кількості вина, щоб досягти екстатичного релігійного володіння. Римський сенат сприйняв культ як загрозу власному авторитету та римській моралі і з надзвичайною жорстокістю придушив його в 186 році. З приблизно семи тисяч посвячених та їхніх лідерів більшість було забито. Після цього вакханалія продовжувалася в значно зменшеній формі під наглядом релігійної влади Риму і, ймовірно, була поглинена культом Лібера.Незважаючи на заборону, незаконні вакханки зберігалися приховано протягом багатьох років, особливо в Південній Італії, ймовірному місці їх походження.
Коли Рим асимілював більше культур, він зіткнувся з представниками двох релігій, які сприймали вино в цілому позитивно — іудаїзму та християнства. Виноград і вино часто зустрічаються буквально й алегорично як у єврейській, так і в християнській Біблії. У Торі виноградна лоза була однією з перших культур, висаджених після Великого потопу, і, досліджуючи Ханаан після виходу з Єгипту, одним із позитивних повідомлень про землю було те, що виноградні лози були в достатку. Євреї під римським правлінням сприймали вино як частину свого повсякденного життя, але негативно ставилися до надмірностей, які вони пов'язували з римськими домішками.

### Медичне використання
Римляни вірили, що вино має силу як лікувати, так і шкодити. Вино було рекомендованими  ліками від психічних розладів, таких як депресія, втрата пам'яті та горя, а також тілесних недуг, від здуття живота, запорів, діареї, подагри та галітозу до укусів змій, стрічкових черв'яків, проблем із сечовипусканням та запаморочення.
Катон багато писав про медичне використання вина, включаючи рецепт проносного: вино з виноградної лози, обробленої сумішшю попелу, гною та чемериці. Він рекомендував замочувати у вині квіти деяких рослин, наприклад, ялівцю і мирта, щоб допомогти при укусах змій і подагрі. Він також вважав, що суміш старого вина і ялівцю, зварена в свинцевому горщику, може допомогти при проблемах із сечовипусканням, а змішування вина з дуже кислими гранатами може вилікувати стрічкових черв'яків.